# Aspidistra glandulosa
Aspidistra glandulosa là một loài thực vật có hoa trong họ Măng tây. Loài này được (Gagnep.) Tillich mô tả khoa học đầu tiên năm 2005.